# Lago di Valići
Il lago di Valići è un piccolo specchio d'acqua artificiale croato, sulle colline fiumane.
L'invaso ha una forma prevalentemente affusolata, che occupa la stretta valle del suo principale immissario ed emissario, il fiume Eneo, il cui corso fu sbarrato nel 1968, con lo scopo di alimentare la centrale idroelettrica della città, avente una produzione media annua di 89 GWh. In mezzo alla diga, ci sono due campi di over flow, con alette per l'evacuazione dell'acqua alta.